# Luuk de Jong
Pour les articles homonymes, voir de Jong.
Luuk de Jong (prononcé en néerlandais : [lyk də ˈjɔŋ]), né le 27 août 1990 à Aigle en Suisse, est un footballeur international néerlandais évoluant au poste d'avant-centre au FC Porto.
Ses parents étant d’anciens joueurs professionnels de volley-ball évoluant en Suisse, il naît sur le territoire de la Confédération suisse avant de rejoindre les Pays-Bas.
Son frère Siem de Jong est également un joueur de football professionnel qui a notamment évolué à l'Ajax Amsterdam. Il n'a en revanche aucun lien de parenté avec Frenkie de Jong, joueur néerlandais qu'il a côtoyé au FC Barcelone et en équipe nationale,.

## Biographie

### En club
Après avoir vécu quatre ans en Suisse, Luuk de Jong commence le football dans le petit club du DZC'68 aux Pays-Bas, il est rapidement recruté lors d'une sélection de jeunes par l'équipe de De Graafschap.
Il commence très tôt dans l'effectif professionnel du club à 18 ans, le 7 novembre 2008 il débute en Eredivisie contre NAC Breda (0-2), il rentre à la 78e minute à la place de son compatriote Peter Jungschläger. Quelques mois plus tard lors de la 22e journée du championnat néerlandais, il marque son premier but en professionnel contre l'équipe du FC Twente (ironie du sort il rejoindra cette équipe l'année suivante), match qui se terminera sur un match nul (2-2). Avec De Graafschap il fait une première saison honorable avec 14 matchs pour 2 buts. Luuk de Jong attire donc les convoitises dans le pays et le FC Twente le fait signer pour 800 000 € . Il ne peut cependant empêcher la relégation de son club, malgré des bonnes performances en barrages.
Il signe donc au mois de juillet 2009 dans un club plus huppé : le FC Twente. Certes Luuk joue un peu moins que la saison dernière mais découvre la Ligue Europa le 22 octobre 2009 contre le club moldave de FC Sheriff Tiraspol (0-2) en rentrant à la 78e minute à la place du Slovaque Miroslav Stoch. Il marque même un but contre le Werder Brême malgré la désillusion de son équipe (1-4).
De plus, Luuk de Jong fait un très beau parcours en coupe nationale avec son équipe en marquant 4 buts en 5 matchs, éliminé en demi-finale par Feyenoord.
Le 1er juillet 2012, il rejoint le Borussia Mönchengladbach pour quatre saisons et un transfert évalué à 11 M€.
En janvier 2014, il est prêté à Newcastle United jusqu'à la fin de saison.
Le 12 juillet 2014, il est transféré au PSV Eindhoven pour un montant de 5,5 millions d'euros, avec un contrat de cinq ans[réf. nécessaire]. Il fait ses débuts avec le club néerlandais lors du troisième préliminaire de la Ligue Europa où il inscrit un doublé (4-2 face à St. Pölten)[réf. nécessaire]. Le 31 aout 2014, il marque son premier but en Eredivisie, face au Vitesse Arnhem (2-0)[réf. nécessaire]. Le 17 décembre 2014, il inscrit son premier triplé avec le PSV Eindhoven contre le Feyenoord Rotterdam (4-3) [réf. nécessaire].
Le 1er juillet 2019, il quitte le club néerlandais et rejoint le club espagnol du Séville FC. Il est titulaire pour son premier match de Liga le 18 août 2019 se soldant par un succès 0-2 face à l'Espanyol de Barcelone. Ses débuts espagnols sont délicats pour l'attaquant qui doit s'adapter à un championnat plus technique et rapide,,. De Jong marque son premier but sévillan le 20 octobre 2019, offrant une victoire 1-0 contre le Levante UD en championnat,. Le 10 novembre, il marque le but de la victoire lors du derby sévillan contre le Betis (1-2). Le néerlandais ne compte que deux buts à la mi-saison mais s'intègre peu à peu en Andalousie. De Jong inscrit un but face au Real Madrid le 18 janvier 2020 (défaite 2-1). Muet en Ligue Europa pendant six matchs, il inscrit le but de la victoire contre Manchester United en demi-finales (2-1). Le 21 août 2020, de Jong réalise un doublé de la tête lors de la finale de la Ligue Europa contre l'Inter Milan et contribue à une victoire 3-2, sixième de l'histoire de Séville dans la compétition. Assez discret et décevant tout au long de la saison, le Néerlandais est décrit comme le « héros inattendu » du sacre sévillan. De Jong totalise 10 buts en 46 matchs lors de son premier exercice au club. Il ne cessera pas d'impressioner puisqu'il signera plus tard au Fc Barcelone en prêt sur la demande de Ronald-Koeman; lorsque ce dernier se fait enlever le poste d'entraîneur du Fc Barcelone, Luuk n'a plus trop de temps de jeu mais répond tout de même présent dans les matches et c'est lui qui va contribuer d'une certaine manière à hisser le Fc Barcelone là où il est.

### En sélection nationale
Luuk de Jong commence par une première sélection avec les moins de 19 ans néerlandais le 11 octobre 2008, contre le Luxembourg (victoire 2-3). 
En 2009, il honore deux matchs avec les espoirs néerlandais. Il inscrit son premier but avec les espoirs en octobre 2010, contre l'Ukraine, lors des éliminatoires de l'Euro espoirs 2011. Il participe avec les espoirs au championnat d'Europe espoirs en 2013. Lors de cette compétition organisée en Israël, il joue trois matchs. Il se met en évidence en marquant un but contre la Russie, avec également deux passes décisives. Les Néerlandais s'inclinent en demi-finale face à l'Italie.
Le 9 février 2011, lors d'un match amical des Pays-Bas face à l'Autriche au Philips Stadion d'Eindhoven, victoire 3-1 des Néerlandais, il entre en jeu à la place de Dirk Kuijt en fin de match. Ceci constitue sa première sélection en équipe nationale. 
Le 8 juin 2011, il remplace Klaas-Jan Huntelaar à l'occasion d'un autre match amical opposant les Pays-Bas à l'Uruguay. Ce match se solde sur un match nul 1-1. Une coupe étant mise en jeu par un sponsor, il faut donc départager les deux équipes à l'aide d'une séance de tirs au but. De Jong marquera le sien, mais les Pays-Bas s'inclinent 4 tirs au but à 3.
Bien qu'il ait déjà joué en équipe nationale A, Luuk de Jong dispute en 2013 les championnats d'Europe espoirs avec les Pays-Bas espoirs. Après avoir marqué lors des phases de groupe face à la Russie (victoire 5-1), de Jong ne peut éviter l'élimination de son équipe face à l'Italie en demi-finales (0-1).
Le 11 novembre 2022, il est sélectionné par Louis van Gaal pour participer à la Coupe du monde 2022. Il joue uniquement le quart de finale face à l'Argentine (score 2-2, défaite aux tirs au but), en remplaçant Daley Blind à la 64e minute. Il inscrit le dernier tirs au but des Pays-Bas, mais n'empêche pas la défaite de son équipe (2-2, 3-4 tab),.
En mars 2023, il annonce sa retraite internationale.

## Palmarès
- FC Twente
  - Champion des Pays-Bas en 2010
  - Vainqueur de la Coupe des Pays-Bas en 2011
  - Vainqueur de la Supercoupe des Pays-Bas en 2010

- PSV Eindhoven
  - Champion des Pays-Bas en 2015, 2016,  2018, 2024 et 2025
  - Vainqueur de la Supercoupe des Pays-Bas en 2022
  - Vainqueur de la Coupe des Pays-Bas en 2023

- Séville FC
  - Vainqueur de la Ligue Europa en 2020
  - Finaliste de la Supercoupe de l'UEFA en 2020

Distinctions individuelles
- Co-meilleur buteur du  Championnat des Pays-Bas en 2024

## Statistiques

### Statistiques détaillées
| Saison                | Club                       | Championnat           | Championnat | Championnat | Coupe(s) nationale(s) | Coupe(s) nationale(s) | Supercoupe | Supercoupe | Compétition(s) continentale(s) | Compétition(s) continentale(s) | Compétition(s) continentale(s) | Playoffs | Playoffs | Pays-Bas | Pays-Bas | Total | Total |
| Saison                | Club                       | Division              | M.          | B.          | M.                    | B.                    | M.         | B.         | Comp.                          | M.                             | B.                             | M.       | B.       | M.       | B.       | M.    | B.    |
| 2008-2009             | De Graafschap              | Eredivisie            | 14          | 2           | 2                     | 0                     | -          | -          | -                              | -                              | -                              | 3        | 1        | -        | -        | 19    | 3     |
| 2009-2010             | FC Twente                  | Eredivisie            | 12          | 2           | 4                     | 4                     | -          | -          | C3                             | 4                              | 1                              | -        | -        | -        | -        | 20    | 7     |
| 2010-2011             | FC Twente                  | Eredivisie            | 32          | 12          | 5                     | 3                     | 1          | 1          | C1+C3                          | 6+5                            | 1+3                            | -        | -        | 2        | 0        | 51    | 20    |
| 2011-2012             | FC Twente                  | Eredivisie            | 31          | 25          | 3                     | 2                     | 1          | 0          | C1+C3                          | 4+10                           | 1+4                            | 2        | 0        | 5        | 1        | 56    | 33    |
| Sous-total            | Sous-total                 | Sous-total            | 75          | 39          | 12                    | 9                     | 2          | 0          | -                              | 29                             | 10                             | 2        | 0        | 7        | 1        | 127   | 59    |
| 2012-2013             | Borussia Mönchengladbach   | Bundesliga            | 23          | 6           | 1                     | 0                     | -          | -          | C1+C3                          | 2+5                            | 0+2                            | -        | -        | -        | -        | 31    | 8     |
| 2013-2014             | Borussia Mönchengladbach   | Bundesliga            | 13          | 0           | 1                     | 0                     | -          | -          | -                              | -                              | -                              | -        | -        | -        | -        | 14    | 0     |
| Sous-total            | Sous-total                 | Sous-total            | 36          | 6           | 2                     | 0                     | -          | -          | -                              | 7                              | 2                              | -        | -        | -        | -        | 45    | 8     |
| 2013-2014             | Newcastle United FC (prêt) | Premier League        | 12          | 0           | -                     | -                     | -          | -          | -                              | -                              | -                              | -        | -        | -        | -        | 12    | 0     |
| 2014-2015             | PSV Eindhoven              | Eredivisie            | 32          | 20          | 2                     | 2                     | -          | -          | C3                             | 11                             | 4                              | -        | -        | 1        | 0        | 46    | 26    |
| 2015-2016             | PSV Eindhoven              | Eredivisie            | 33          | 26          | 4                     | 2                     | 1          | 2          | C1                             | 6                              | 2                              | -        | -        | 4        | 2        | 48    | 34    |
| 2016-2017             | PSV Eindhoven              | Eredivisie            | 32          | 8           | 1                     | 0                     | 1          | 0          | C1                             | 5                              | 1                              | -        | -        | 1        | 0        | 40    | 9     |
| 2017-2018             | PSV Eindhoven              | Eredivisie            | 28          | 12          | 3                     | 1                     | -          | -          | C3                             | 2                              | 0                              | -        | -        | 1        | 1        | 34    | 14    |
| 2018-2019             | PSV Eindhoven              | Eredivisie            | 34          | 28          | -                     | -                     | 1          | 0          | C1                             | 8                              | 4                              | -        | -        | 5        | 0        | 48    | 32    |
| Sous-total            | Sous-total                 | Sous-total            | 159         | 94          | 10                    | 5                     | 3          | 2          | -                              | 32                             | 11                             | -        | -        | 12       | 3        | 216   | 115   |
| 2019-2020             | Séville FC                 | LaLiga                | 35          | 6           | 3                     | 1                     | -          | -          | C3                             | 8                              | 3                              | -        | -        | 5        | 1        | 51    | 11    |
| 2020-2021             | Séville FC                 | LaLiga                | 25          | 4           | 7                     | 3                     | -          | -          | C1+SU                          | 6+1                            | 2+0                            | -        | -        | 13       | 3        | 52    | 12    |
| Sous-total            | Sous-total                 | Sous-total            | 60          | 10          | 10                    | 4                     | -          | -          | -                              | 15                             | 5                              | -        | -        | 18       | 4        | 103   | 23    |
| 2021-2022             | FC Barcelone               | LaLiga                | 21          | 6           | -                     | -                     | 1          | 1          | C1+C3                          | 3+4                            | 0                              | -        | -        | -        | -        | 29    | 7     |
| 2022-2023             | PSV Eindhoven              | Eredivisie            | 24          | 14          | 5                     | 1                     | 1          | 0          | C1+C3                          | 4+4                            | 1+2                            | -        | -        | 1        | 0        | 39    | 18    |
| 2023-2024             | PSV Eindhoven              | Eredivisie            | 34          | 29          | 2                     | 1                     | -          | -          | C1                             | 11                             | 8                              | -        | -        | -        | -        | 47    | 38    |
| 2024-2025             | PSV Eindhoven              | Eredivisie            | 31          | 14          | 2                     | 0                     | 1          | 2          | C1                             | 12                             | 2                              | -        | -        | -        | -        | 46    | 18    |
| Sous-total            | Sous-total                 | Sous-total            | 79          | 50          | 9                     | 2                     | 3          | 2          | -                              | 31                             | 13                             | 0        | 0        | 1        | 0        | 123   | 67    |
| 2025-2026             | FC Porto                   | Primeira Liga         | 2           | 0           | -                     | -                     | -          | -          | -                              | -                              | -                              | -        | -        | -        | -        | 2     | 0     |
| Total sur la carrière | Total sur la carrière      | Total sur la carrière | 459         | 207         | 45                    | 20                    | 9          | 5          | -                              | 121                            | 41                             | 5        | 1        | 38       | 8        | 677   | 282   |

### Buts internationaux
|   | Date             | Lieu                                            | Adversaire           | Score | Résultat | Compétition                             |
| - | ---------------- | ----------------------------------------------- | -------------------- | ----- | -------- | --------------------------------------- |
| 1 | 6 septembre 2011 | Stade olympique d'Helsinki, Helsinki (Finlande) | Finlande             | 0-2   | 0-2      | Éliminatoires de l'Euro 2012            |
| 2 | 25 mars 2016     | Johan Cruyff ArenA, Amsterdam (Pays-Bas)        | France               | 1-2   | 2-3      | Match amical                            |
| 3 | 27 mai 2016      | Aviva Stadium, Dublin (Irlande)                 | République d'Irlande | 1-1   | 1-1      | Match amical                            |
| 4 | 14 novembre 2017 | Arena Națională, Bucarest (Roumanie)            | Roumanie             | 0-3   | 0-3      | Match amical                            |
| 5 | 10 octobre 2019  | De Kuip, Feyenoord (Pays-Bas)                   | Irlande du Nord      | 2-1   | 3-1      | Éliminatoires de l'Euro 2020            |
| 6 | 24 mars 2021     | Stade olympique Atatürk, Istanbul (Turquie)     | Turquie              | 3-2   | 4-2      | Éliminatoires de la Coupe du monde 2022 |
| 7 | 27 mars 2021     | Johan Cruijff ArenA, Amsterdam (Pays-Bas)       | Lettonie             | 2-0   | 2-0      | Éliminatoires de la Coupe du monde 2022 |
| 8 | 30 mars 2021     | Victoria Stadium, Gibraltar (Gibraltar)         | Gibraltar            | 0-2   | 0-7      | Éliminatoires de la Coupe du monde 2022 |